# La Fleur blanche

(Albi) Au Salon de la rue des Moulins - Henri de Toulouse-Lautrec 1894 MTL.inv181

La Fleur blanche, även kallad rue des Moulins var en berömd bordell på 6 rue des Moulins i Paris första arrondissement mellan 1860 och 1946. Det var en av de mest berömda bordellerna i Frankrikes historia, och räknade monarker, tronföljare och politiker bland sina kunder.
Inrättningen var känd för sina stora luxuösa sängkammare inredda i olika stilar, och innehöll även en tortyrkammare. Under andra världskriget stod den under tyska ockupationsmaktens kontroll. Den stängdes genom avskaffandet av reglementerad prostitution och förbudet av koppleri i Frankrike 1946. 
Henri de Toulouse-Lautrec målade många tavlor, som föreställde bordellinteriörer, i La Fleur blanche.